# Кулой (Біле море)
Кулой — річка в Архангельської області (у верхів'ях носить назву Сотка), бере початок на Біломорсько-Кулойському плато, впадає до Мезенської губи Білого моря. Середня витрата води 150м³/с. Об'єм стоку 4,7 км³/рік.